# Epicadus caudatus
Epicadus caudatus es una especie de araña cangrejo del género Epicadus, familia Thomisidae. Fue descrita científicamente por Mello-Leitão en 1929.

## Descripción
Es de color marrón oscuro, las patas con algunas tonalidades naranjas o rojizas. Los ejemplares machos cuentan con manchas en algunas partes del cuerpo.

## Distribución
Esta especie se encuentra en América: Puerto Rico, Venezuela y Brasil.